# NGC 389
NGC 389 é uma galáxia espiral (S0-a) localizada na direcção da constelação de Andromeda. Possui uma declinação de +39° 41' 42" e uma ascensão recta de 1 horas, 08 minutos e 29,8 segundos.
A galáxia NGC 389 foi descoberta em 6 de Setembro de 1885 por Lewis A. Swift.